# Epiphyllum laui
Epiphyllum laui är en kaktusväxtart som beskrevs av Myron William Kimnach. Epiphyllum laui ingår i släktet Epiphyllum och familjen kaktusväxter. Inga underarter finns listade i Catalogue of Life.

## Bildgalleri

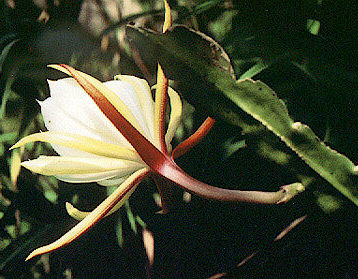
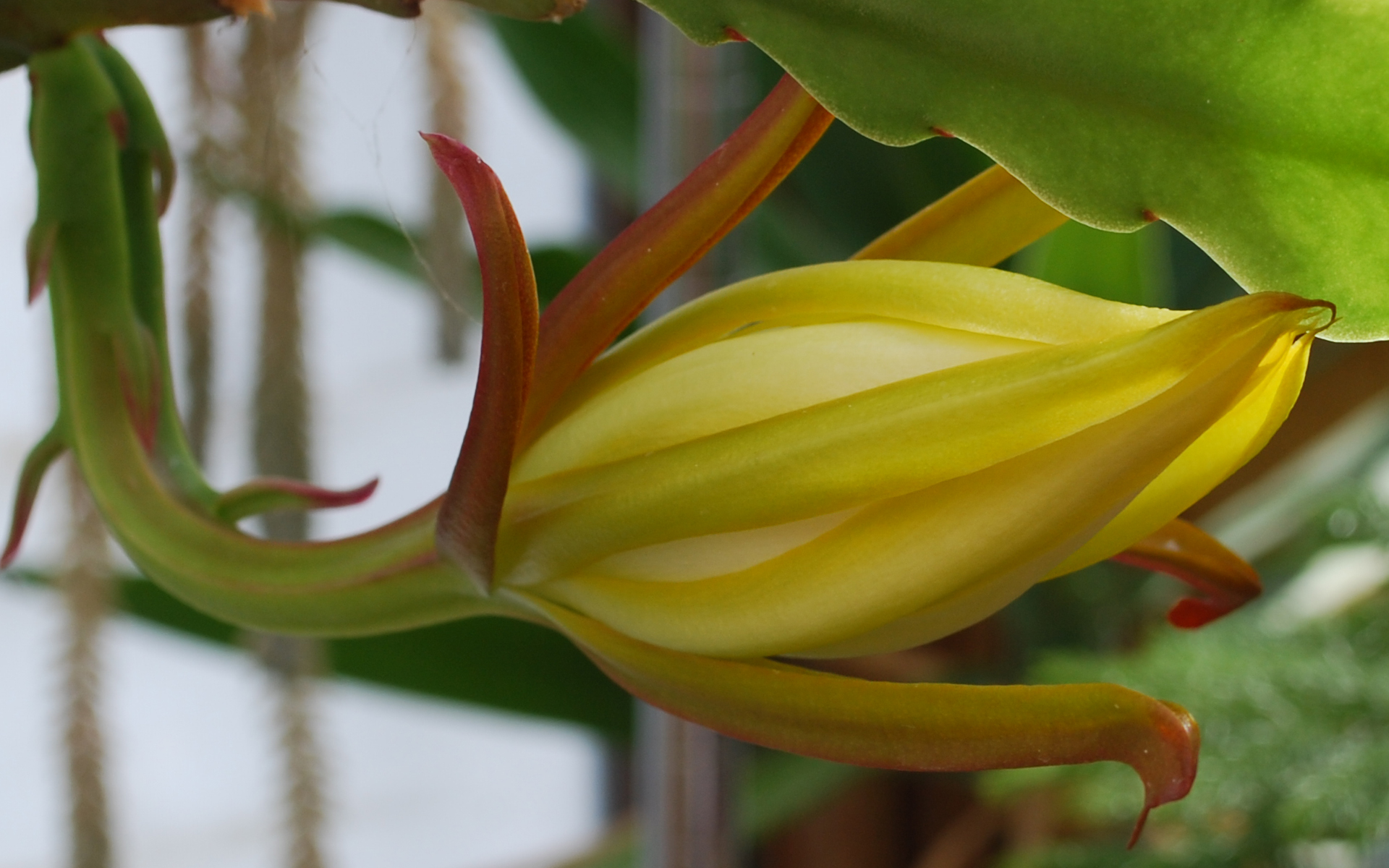
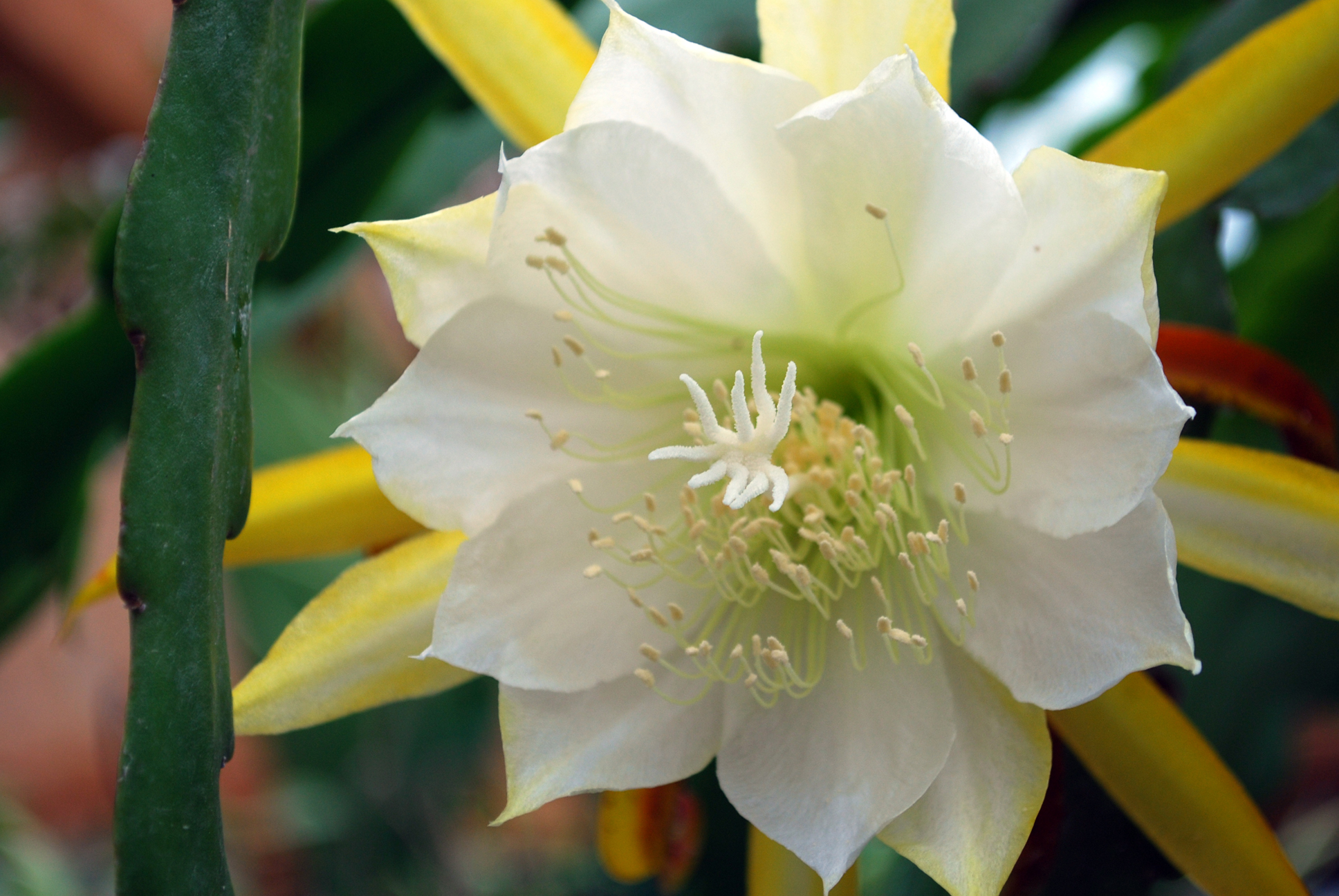
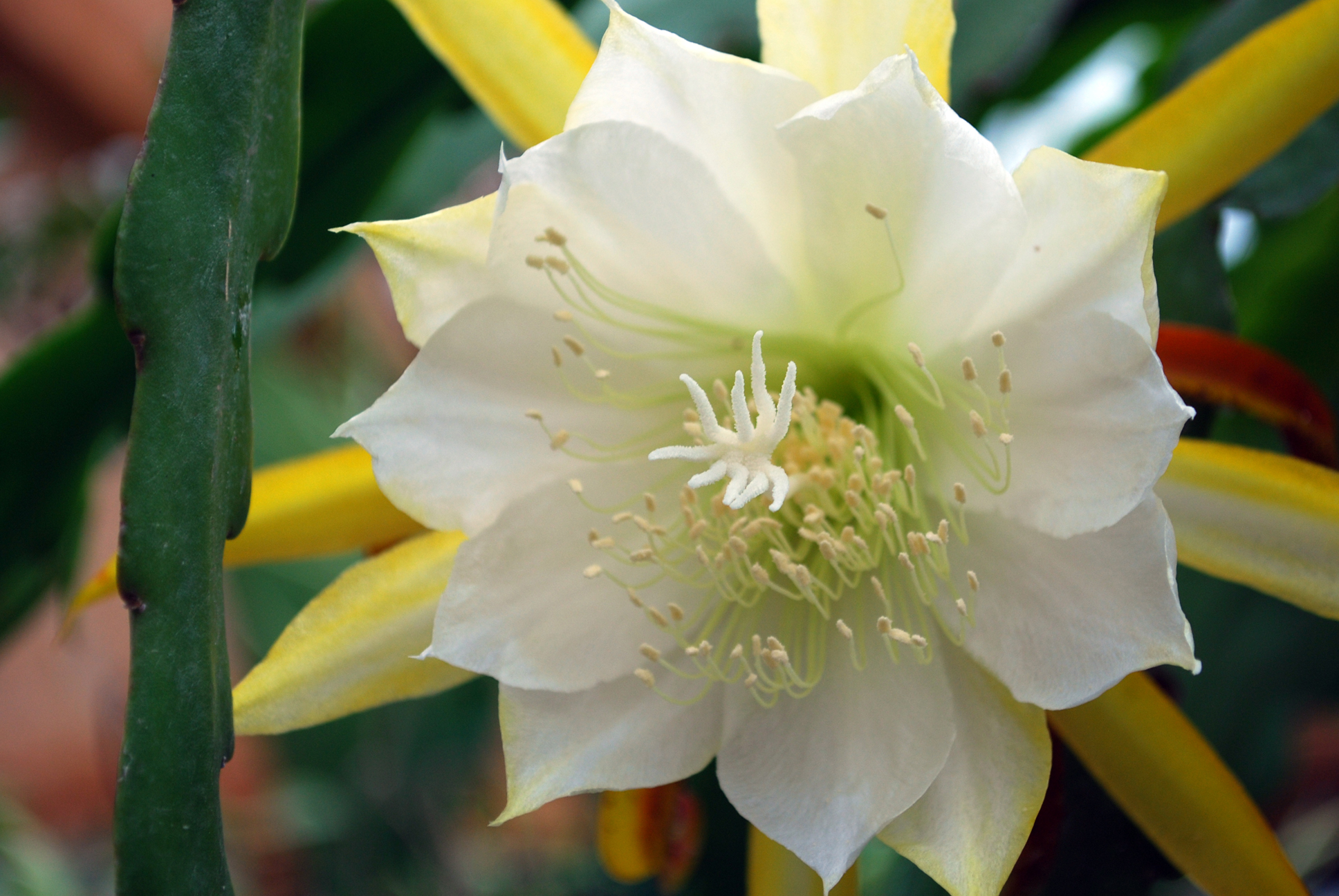
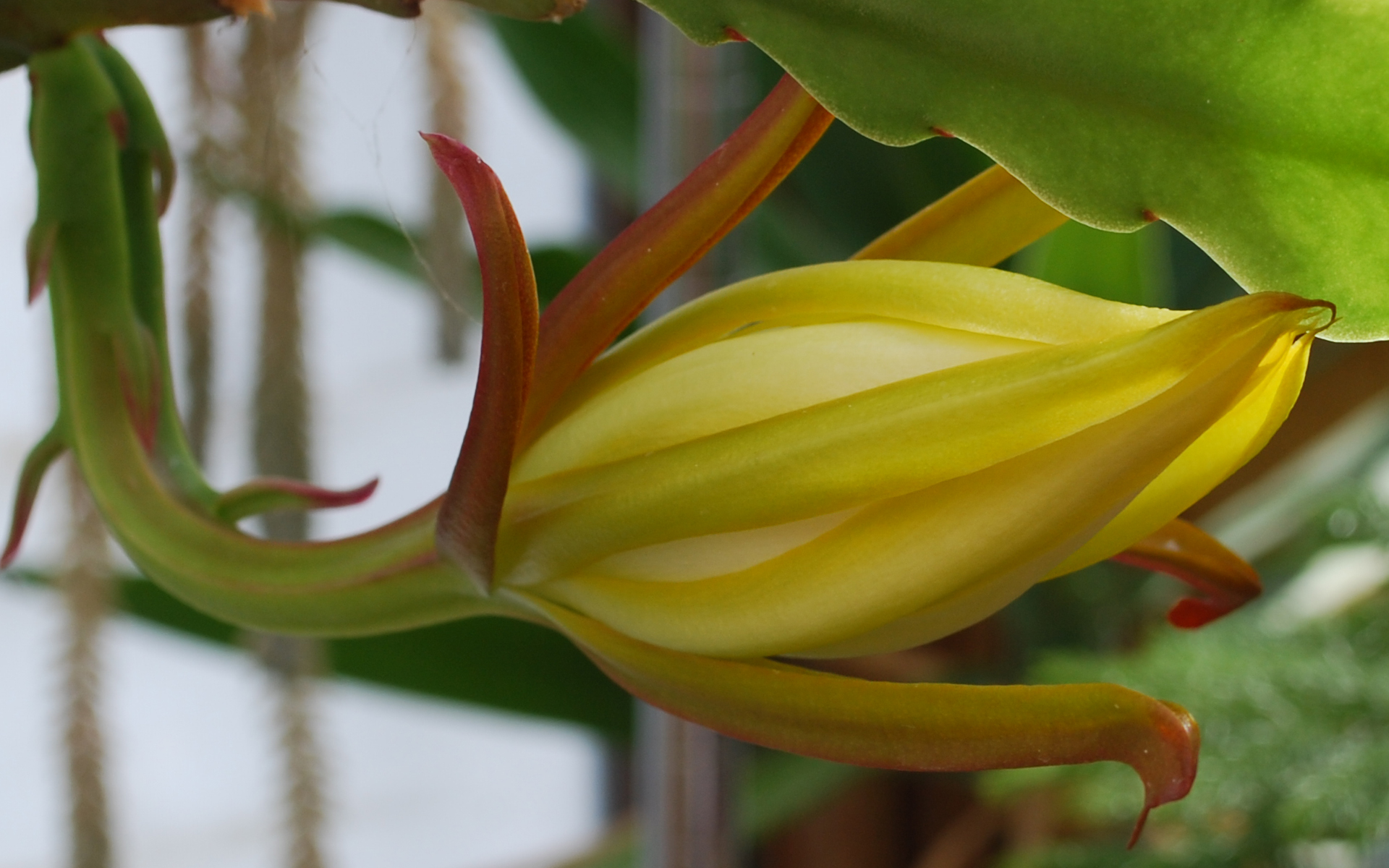